# كلية العلوم الطبية الحيوية (جامعة بنغازي)
كلية العلوم الطبية الحيوية؛ إحدى كليات جامعة بنغازي، تأسست في عام 2015.

## تعريف بالكلية
كلية العلوم الطبية الحيوية، الغرض من إنشائها تقديم برنامج تقني تخصصي نتوقع أن يتطورمن خلال خريجيها، حيث يمثل تدريبهم التزاما علميا للتعليم المستمر لتعزيز مهارات التفكير والاتصال الهامة، والوعي للوصول لدرجة عالية من التطور والإلتزام بالمسؤوليات الأخلاقية والمهنية للمجتمع، كما يجب أن يوفر برنامج الكلية للخريجين المهارات اللازمة لمواجهة التحديات عن طريق تعلم التقنيات الحديثة ومواكبة مطالب المجتمع الجديد، ومنحهم القدرة على المساهمة في التطور المستمر للمعرفة.ومهمتنا توفير فرص دراسة جامعية لخريجي المدارس الثانوية، ولتحقيق الأهداف المحددة لهذه المهمة وضعت جامعة بنغازي الأساس لكلية جديدة لمنح الفرصة للطلاب ليصبحوا خبراء في مجالات مختلفة من تقنيات الطب الحيوي مقر الكلية في مدينة بنغازي، ليبيا. تأسست في سنة 2015 هي كلية من ضمن الكليات الطبية في جامعة العرب الطبية، وتعد الكلية الوحيدة والأولي من نوعها في هذا المجال في ليبيا، وهي ليست كلية تقنية طبية لما فيه من مغالط دارجة بين الطلاب.كلية العلوم الطبية الحيوية هي الأولي من نوعها في ليبيا حيث أن تخصصاتها وبرنامجها التعليمي تصنف من العلوم الطبية الحديثة ونواة المستقبل واستقبلت أول دفعة في سنة 2016 وعدد طلبة الدفعة الأولي تقريبًا 200 طالب حيث أن القدرة الإستعابية للكلية 350 طالب وتتخذ من جامعة العرب الطبية مقرًا لها.
تنبع أهمية كلية العلوم الطبية الحيوية من كونها تقدم برنامج تقني تخصصي ولأول مرة في ليبيا في مجال التقنيات الحيوية الطبية. ويضمن برنامج الكلية توفير المعرفة والبرامج التعليمية الحديثة لكافة التخصصات بالكلية والتي تستقي جميعها من نبع غزير من المواهب العلمية من ذوي الخبرة والكفاءة العالية في مجال اختصاصاتهم العلمية. ولقد صممت كافة المناهج الدراسية والتدريبية بما يتماشى مع مناهج وبرامج أرقى الجامعات العالمية التي توفر نفس تخصصات الكلية، فضلا عن مراعاة ما تقتضيه ضرورات البيئة الليبية واحتياجات المجتمع الليبي الحالية والمستقبلية. ويتيح هذا الأعداد امتلاك الطلاب لكافة المهارات العلمية والتقنية اللازمة لأداء الوظائف المرتبطة بتخصصاتهم وبما يضمن قدرتهم على المنافسة في سوق العمل، سواء على المستوى الإقليمي أو الدولي. وتستخدم كل الوسائل التعليمية المتاحة في العملية التعليمية بغية المساهمة في صقل وتعزيز مهارات التفكير العلمي والاتصال التفاعلي وتهيئة مدارك الطلبة لزيادة مستوى الوعي للوصول الدرجة عالية من التطور الأكاديمي والالتزام بالمسؤوليات الأخلاقية والمهنية.

## عميد الكلية
منذ تأسيس الكلية سنة 2015 إلى منتصف سنة 2019 كان عميد الكلية المؤسس الدكتور فرج الشاعري، بعدها تم تكليف عميد من قبل الدكتور فرج الشاعري لغرض إجازة علمية وتم تكليف العميد الدكتور سالم ابوزريدة بمهام عميد الكلية ومن ثم تمت إقالة العميد المكلف من قبل إدراة الجامعة وتكليف العميد الحالي من منتصف سنة 2019 إلى نهاية 2020 الدكتور مفتاح الفيتوريوبتاريخ 14-12-2020 صدر قرار من وزارة التعليم بتكليف الدكتورة سعاد العوامي عميد للكلية.

## نظام الدراسة
نظام الدراسة في الكلية سنوي ومدتها لا تزيد عن 9 أشهر ولا تقل عن 6 أشهر، مدة الدراسة في الكلية سنة الإعداد، وأربع سنوات دراسية في الكلية، بالإضافة الي سنة الامتياز.

## أقسام الكلية
- قسم علوم الطب الشرعي.
- قسم التشخيص البيولوجي الجزيئي.
- قسم التقنية الخلوية.
- قسم إدارة المختبرات.
- قسم التشريح.

## قسم علوم الطب الشرعي
علوم الطب الشرعي: خريجوا هذا القسم يؤدون عملهم داخل مختبر الطب الشرعي أو مختبر الجريمة، ومن ضمن مهامهم مسؤولية المقارنة وتفسير الأدلة المادية ذات العلاقة التي يتم تجميعها من قبل المحققين من مسرح الجريمة، بما يسهم في توفير أدلة علمية محايدة الاستخدامها في المحاكم الدعم الادعاء أو الدفاع في التحقيقات الجنائية والمدنية. ومن أساسيات هذا التخصص فحص المواد ذات الصلة أو العلاقة بالجرائم، والتي يمكن أن تشمل: الدم وسوائل الجسم الأخرى، الشعر، ألياف من الملابس، المواد القابلة للاشتعال والتي تستخدم لإشعال الحرائق، الأدوية والسموم وغيرها.

## قسم التشخيص البيولوجي الجزيئي
التشخيص الجزيني: يتم أعداد أخصائيو التشخيص الجزيئي على تشخيص الحالات المرضية وإجراء الأبحاث عن طريق إجراء اختبارات لأنواع عديدة من الفحوص والتحاليل الطبية، بما في ذلك السرطان، والأمراض المعدية، واختبار بصمة الحمض النووي، والأمراض وتتركز أعمالهم في التعامل مع الحمض النووي (DNA و RNA)، باستخدام الطرق الحديثة لدراسة هذه الأمراض وغيرها، وبصفتهم بحاث لهم المقدرة على ادخال وتجربة تحاليل جديدة ويمكن لهؤلاء البحات المهنيين الانخراط في العديد من الوظائف، بما فيها المستشفيات والوحدات الصحية العامة وشركات الأدوية ومؤسسات البحوث والمختبرات ووكالات إنفاذ القانون وتعتبر دراسة الأحماض النووية وبحوثها والعمل بها نواة الطب المستقبل فهي أساس طرق التشخيص الحديثة وشخصنة لطب، والعلاج عن طريق زراعة وتغير الجينات التصحيح الأخطاء الجينية الموروثة والمكتسبة الوراثية.

## قسم التقنية الخلوية
التقنية الخلوية: يتم أعداد أخصائيو التقنيات الخلوية على تجهيز وفحص عينات الأنسجة والخلايا تحت المجهره وتشييع الشرائح للكشف عن التغيرات في الخلية، بما قد يشير إلى عمليات سرطانية أو أمراض أخرى، وينم تأهيلهم الامتلاك معرفة الإجراءات المعملية والتقنيات الحيوية، مثل تحليل الصور الخلوية، التدفق الخلوي، الشرائح المناعية. ويمكن أن تفتد وظائف الباحث في التقنيات الخلوية إلى الأنشطة البحثية وتثقيف المرضى، والتعليم، بما يؤهلهم بأن يصبحوا خبراء في التعامل مع العينات البيولوجية، وإعداد الشرائح، ومراقبة التغيرات الصغيرة تحت المجهر بالإضافة إلى فحص سحوبات الإبر الرفيعة وتنمية واستخدام الخلايا والأنسجة في المختبر، وتعتبر هذه التقنية من التقنيات الحديثة التي تتطور بشكل سريع وتدخل بشكل مباشر في تنمية وزراعة الأعضاء.

## قسم إدارة المختبرات
إدارة المختبرات: خريجوا هذا القسم يجمعون بالإضافة إلى معرفتهم بآليات وطرق التحاليل المعملية المختلفة من مهارات إدارية ومالية ومعرفة بإجراءات السلامة المهنية الضمان أن المختبر بعمل بسلاسة وعلى أكمل وجه وتشمل مسؤولياتهم عموما جدولة الموظفين وتوزيع المهام والأنشطة عليهم ومتابعة تنفيذها، وإعادة ترتیب وطلب المدخلات عن الإمدادات والمواد الخام الضرورية، والحفاظ على معايير الأمان والمعايير القياسية اللجودة كما وأن لديهم القدرة على إدارة المشاريع الصغيرة والمتوسطة والتخطيط الاستراتيجي التطوير أعمال المختبر والمشاركة في الأبحاث العلمية ذات العلاقة، فضلا عن تصميم وإدارة نظم المعلومات وإدارة الجودة الشاملة للمختبر. فرص التوظيف تكون متاحة في جميع أنواع المختبرات مثل الطبية والبيئية وغيرها من مجالات التقنيات الحيوية، كما أن خريج إدارة المختبرات يحمل تخصص فرعي لتمكينه من الانخراط في إجراء التحاليل المعملية. 

## قسم التشريح
علم التشريح: يتخصص خريجي هذا القسم في دراسة بنية الكائنات الحية، وبشكل اساسي تشريح الجسد البشري وعلاقته بالوظائف كل جزء ويشمل هذا التخصص التأهيل لتجهيز العينات الطبيعية والصناعية ودراستها ووصفها، كما يشمل تجهيز العينات المتاحف الطبيعية. ويمتد نطاق مجال عمل أخصائيو التشريح التوليفة واسعة من المجالات الطبية، ففي العديد من المختبرات الطبية يساهم أخصائيو علم التشريح في البحوث الأساسية لتعزيز المعرفة لحل مشاكل معينة ومحددة، والتي من أهمها تطوير الأجهزة الاصطناعية، وزراعة الأعضاء الاصطناعية والاعضاء المتبرع بها، وفي مجالات متنوعة أخرى مثل الجراحة.